# 吹浦忠正
吹浦 忠正（ふきうら ただまさ、1941年3月17日 - ）は、日本の旗章学者。
バングラデシュなどのアジア諸国、また、世界各国の国旗事情に詳しい。

## 経歴
秋田県秋田市出身。秋田県立秋田高等学校、早稲田大学第一政治経済学部卒業。早稲田大学大学院政治学研究科修了。
国際赤十字バングラデシュ・ベトナム各駐在代表、日本赤十字中央女子短期大学助教授、埼玉県立大学教授を経て、ユーラシア21研究所理事長、拓殖大学客員教授、難民を助ける会特別顧問、世界の国旗普及協会理事、日本国際フォーラム評議員などを歴任。
スポーツ関係の仕事も多く、第18回夏季オリンピック東京大会組織委員会国旗担当職員、第18回オリンピック冬季競技長野大会大会組織委員会式典担当顧問を務め、東京パラリンピック（1964年）では組織委員会のメンバーとして大会運営を担当している。
1964年東京オリンピックを描いた2019年のNHK大河ドラマ『いだてん〜東京オリムピック噺〜』では国旗考証を担当しているほか、作中にも登場（演：須藤蓮）した。2021年のNHK大河ドラマ『青天を衝け』でも、国旗考証を担当している。
また、2018年度から、道徳の教科書（日文教）に「東京オリンピック　国旗に込められた願い」の主人公として登場中

## 著書
- 血と泥と バングラ・デシュ独立の悲劇 読売新聞社 1973
- 国旗についての12章 日本YMCA同盟出版部 1984.10
- 聞き書日本人捕虜 図書出版社 1987.5
- 難民 世界と日本 日本教育新聞社出版局 1989.9 (世界と日本シリーズ)
- 捕虜の文明史 1990.9 (新潮選書)
- 赤十字とアンリ・デュナン 戦争とヒューマニティの相剋 1991.9 (中公新書)
- 日の丸の履歴書 あなたの知らない日本の国旗・世界の国旗 ネスコ 1992.1
- 難民少女ランちゃん お医者さんになったベトナムの少女 大日本図書 1993.11 (ノンフィクション・ワールド)
- 国旗総覧 古今書院 1993.11 (ユネスコ選書)
- にっぽん国際人流志 自由国民社 1993.3
- 海外ボランティア入門 自由国民社 1994.7 (J.K books)
- 「日の丸」を科学する 自由国民社 1995.9
- 世界の国旗ポケット図鑑 国旗を知れば世界の現在が見えてくる全193カ国の国旗の秘密と最新データ オリジン社 1996.9 (主婦の友生活シリーズ)
- 世界の国旗 地球を結ぶわたしたちの旗 ほるぷ出版 1997.10
- NGO・海外ボランティア入門 難民を助ける会20年の軌跡から 自由国民社 1999.8
- 愛唱歌とっておきの話 歌い継ぎたい日本の心 海竜社 2003.4
- 国旗で読む世界地図  2003.6 (光文社新書)
- 「平和」の歴史 人類はどう築き、どう壊してきたか 2004.5 (光文社新書)
- 捕虜たちの日露戦争 日本放送出版協会 2005.9 (NHKブックス)
- 社会人の社会科 知って差がつく現代用語の使い分け 祥伝社 2006.6
- 世界の国旗ビジュアル大事典 学習研究社 2007.2
- ぬりえ世界の国旗 ほるぷ出版 2008.6
- 知っておきたい「日の丸」の話 国旗の常識・日本と世界 2010.2 (学研新書)
- 国旗の考現学 2020.6 エムディーエヌコーポレーション（MdN新書007）

## 共編著
- 地雷をなくそう 『地雷ではなく花をください』50万読者からの質問 柳瀬房子、長有紀枝共編著 自由国民社 2000.6
- 「日の丸」「ヒノマル」 国旗の正しい理解のために 三浦朱門共著 海竜社 2001.1
- 新しい日本の安全保障を考える 坂本正弘共編著 自由国民社 2004.12 (虎ノ門dojoブックス)

## 出演番組
- 情熱報道ライブ「ニューズ・オプエド®」（NOBORDER NEWS TOKYO）
- 久米宏 ラジオなんですけど（TBSラジオ、2015年08月01日「今週のスポットライト!!」ゲスト）
- 奇跡体験!アンビリバボー 2018 新春3時間SP！（フジテレビ）『東京五輪陰で支えた男たち』2018年1月4日放送